# Johan Hendrik Christiaan Basting
Johan Hendrik Christiaan Basting (* 20. September 1817 in Enkhuizen; † 24. September 1870 in Den Haag) war ein niederländischer Armeearzt und ein Vertrauter Henry Dunants, des Begründers der Internationalen Rotkreuz- und Rothalbmond-Bewegung, dessen Aktivitäten er in den 1860er Jahren wiederholt unterstützte. So war beispielsweise seine niederländische Übersetzung von Dunants Werk Un souvenir de Solférino über dessen Erlebnisse nach der Schlacht von Solferino eine der ersten fremdsprachigen Ausgaben des Buches, das den Anstoß zur Entstehung des Roten Kreuzes und zum Abschluss der ersten Genfer Konvention gab. Darüber hinaus setzte er sich für die Gründung einer nationalen Rotkreuz-Gesellschaft in seinem Heimatland ein.

## Leben

Johan Hendrik Christiaan Basting

Johan Basting wurde 1817 als Sohn eines Offiziers der Königlich Niederländischen Marine geboren. Er studierte von 1834 bis 1839 an der Reichsschule für Militärmedizin in Utrecht. Zu seinen Mitstudenten zählte unter anderem Franciscus Cornelis Donders, der später als Ophthalmologe Bekanntheit erlangte. Nach dem Abschluss seines Studiums wurde Basting 1839 zum Armeechirurgen dritter Klasse ernannt. Bis 1853 diente er in verschiedenen Garnisonen, bevor er 1854 leitender Chirurg der Garnison in Gorinchem wurde. Im gleichen Jahr folgten seine Promotion in Leiden über Erkrankungen unter Soldaten in der dortigen Garnison sowie die Heirat mit seiner Frau, die er in Gorinchem kennengelernt hatte. Anschließend wurde er nach Den Haag versetzt.
Nach der Veröffentlichung des Werkes Un souvenir de Solférino (Eine Erinnerung an Solferino) durch den Schweizer Geschäftsmann Henry Dunant im Jahr 1862 erhielt Basting über einen Freund in der Schweiz ein Exemplar. Er erstellte von dem Buch, in dem Dunant seine Erlebnisse nach der Schlacht von Solferino im Juni 1859 beschrieb, eine niederländische Übersetzung, die im April 1863 erschien und damit zu den ersten fremdsprachigen Ausgaben von Dunants Buchs zählte. Darüber hinaus nahm er im gleichen Jahr am Internationalen Statistischen Kongress in Berlin teil, auf dem Dunant auf Anraten von Basting für seine Idee von freiwilligen Hilfskräften zur Versorgung von kriegsverwundeten Soldaten warb. Basting übersetzte dabei die Vorschläge Dunants ins Deutsche und trug sie auf dem Kongress vor. Das Treffen zwischen beiden in Berlin gilt als eines der wichtigsten Ereignisse in der Entstehung des Roten Kreuzes, da es erfolgreich zur Verbreitung der Idee der Neutralität der Hilfskräfte beitrug, die im Gegensatz zur damaligen Haltung der anderen Mitglieder des Internationalen Komitees der Hilfsgesellschaften für die Verwundetenpflege stand und später zu einem der grundlegenden Prinzipien der Rotkreuz-Bewegung wurde. Im Oktober 1863 nahm Basting an der internationalen Konferenz in Genf teil, auf der die Vorschläge von Dunant durch Vertreter von 14 Staaten beraten wurden und auf der die Idee zur Neutralität weitestgehende Akzeptanz fand.
Anschließend war er wieder als Armeearzt tätig und auf internationaler Ebene nicht mehr an der weiteren Verbreitung der Rotkreuz-Idee beteiligt. In seinem Heimatland veröffentlichte er allerdings im April 1864 einen Aufruf zur Gründung einer nationalen Rotkreuz-Gesellschaft, in dem er unter anderem auf das Fehlen solcher Gesellschaften auf beiden Seiten im zeitgleich stattfindenden Deutsch-Dänischen Krieg verwies. Er besuchte zudem die im gleichen Jahr gegründete nationale Rotkreuz-Gesellschaft in Belgien, die ihn und seinen Landsmann Charles van de Velde zu Ehrenmitgliedern ernannte. Im Jahr 1867, in dem er als niederländischer Delegierter an der ersten Internationalen Rotkreuz-Konferenz teilnahm, kam es schließlich zur Gründung einer Rotkreuz-Gesellschaft in den Niederlanden. Er starb drei Jahre später im Alter von 54 Jahren und erlebte damit noch den erstmaligen Einsatz des Niederländischen Roten Kreuzes während des Deutsch-Französischen Krieges. Seine Frau, die bis zu ihrem Tod im Jahr 1896 für das lokale Frauenkomitee vom Roten Kreuz in Gorinchem wirkte, nahm kurz vor ihrem Tod in mehreren Briefen nochmals Kontakt zu Dunant auf, der zu dieser Zeit in Heiden lebte.

## Werke (Auswahl)
- Een roepstem tot mijn vaderland. De hulpmaatschappijen tot verzorging van zieken en gekwetsten aanbevolen. Den Haag 1864
- De Nederlandsche Hulpkomités onder het Roode Kruis. Hun werkkring in tijden van oorlog en vrede. Den Haag 1868

## Weiterführende Veröffentlichungen
- Beelaerts van Blokland: Dr. Johan Hendrik Christiaan Basting, 1817–1870. Herausgegeben vom Niederländischen Roten Kreuz, Den Haag 1949